# Parc de l'Île Robinson
Le parc de l'Île Robinson ou parc Robinson est un parc public situé en bordure de Seine au sud de la ville d'Asnières-sur-Seine, dans le département des Hauts-de-Seine.

## Présentation
D'une surface de 45 000 m2, il s'étend le long de la rive gauche de la Seine et a été aménagé à partir de 1983 par la municipalité. On y trouve un kiosque, des jeux pour enfants et des pelouses autorisées.
Le parc jouxte le fameux Cimetière des Chiens.

### L'ancienne île Robinson et l'île des Ravageurs
On constate facilement que les quais de Seine du côté d'Asnières s'éloignent de la rive, ce qui laisse supposer un ancien cours du fleuve. En effet, avant la construction de la structure permettant la traversée de la ligne 13 du métro parisien, l'ancien pont de Clichy s'appuyait sur deux îles parallèles, séparant donc le fleuve en trois bras.
Au milieu, on trouvait donc :
- l'île des Ravageurs à Asnières, où fut construit le cimetière, et qui existe toujours mais qui n'est plus une île.

- l'ancienne île Robinson située à Clichy, qui a été entièrement détruite, et dont les vestiges ont servi à combler le bras entre la rive d'Asnières et l'île des Ravageurs.

Le nom d'île Robinson fut ainsi repris mais à l'endroit du remblai.